# Скрученно удлинённый четырёхскатный купол
Скру́ченно удлинённый четырёхска́тный ку́пол — один из многогранников Джонсона (J23, по Залгаллеру — М5+А8).
Составлен из 26 граней: 20 правильных треугольников, 5 квадратов и 1 правильного восьмиугольника. Восьмиугольная грань окружена восемью треугольными; среди квадратных граней 1 окружена четырьмя квадратными, остальные 4 — квадратной и тремя треугольными; среди треугольных граней 8 окружены восьмиугольной и двумя треугольными, 4 — двумя квадратными и треугольной, 4 — квадратной и двумя треугольными, остальные 4 — тремя треугольными.
Имеет 44 ребра одинаковой длины. 8 рёбер располагаются между восьмиугольной и треугольной гранями, 4 ребра — между двумя квадратными, 12 рёбер — между квадратной и треугольной, остальные 20 — между двумя треугольными.
У скрученно удлинённого четырёхскатного купола 20 вершин. В 8 вершинах сходятся восьмиугольная и три треугольных грани; в 4 вершинах — три квадратных и треугольная; в остальных 8 — квадратная и четыре треугольных.
Скрученно удлинённый четырёхскатный купол можно получить из двух многогранников — четырёхскатного купола (J4) и правильной восьмиугольной антипризмы, все рёбра у которой равны, — приложив их друг к другу восьмиугольными гранями.

## Метрические характеристики
Если скрученно удлинённый четырёхскатный купол имеет ребро длины {\displaystyle a}, его площадь поверхности и объём выражаются как
{\displaystyle S=\left(7+2{\sqrt {2}}+5{\sqrt {3}}\right)a^{2}\approx 18{,}4886812a^{2},}
{\displaystyle V=\left(1+{\frac {2{\sqrt {2}}}{3}}\left(1+{\sqrt {2+{\sqrt {2}}+{\sqrt {146+103{\sqrt {2}}}}}}\right)\right)a^{3}\approx 6{,}2107658a^{3}.}